# Gare de Saint-Pancras
Pour les articles homonymes, voir Saint-Pancras.
 (août 2017).
 (septembre 2012).
Si vous disposez d'ouvrages ou d'articles de référence ou si vous connaissez des sites web de qualité traitant du thème abordé ici, merci de compléter l'article en donnant les références utiles à sa vérifiabilité et en les liant à la section « Notes et références ».
La gare de St Pancras, officiellement London St Pancras International, du nom du quartier de St Pancras dans lequel elle est implantée, est une gare terminus ferroviaire de Londres, située entre la British Library à l'ouest et la gare de King's Cross à l'est. Elle est le terminus des trains en provenance et à destination de l'Europe continentale et de la région des Midlands de l'Est.
Cette gare, construite au XIXe siècle, comprend deux structures parmi les plus célèbres construites durant l'ère victorienne. Le hall principal, connu sous le nom de hall Barlow, du nom de son concepteur, l'ingénieur William Henry Barlow, a été à l'époque la plus large structure à portée unique jamais construite. En façade de ce hall se trouvent les St Pancras Chambers, qui abritaient autrefois le Midland Grand Hotel, un des exemples les plus impressionnants de l'architecture gothique victorienne, dû à l'architecte George Gilbert Scott.
Depuis le 14 novembre 2007, le hall historique s'est vu adjoindre une extension moderne, et la gare devient aussi le terminus londonien de la ligne à grande vitesse HS1, empruntée par les trains Eurostar, qui relient Saint-Pancras à des gares en France, en Belgique et aux Pays-Bas, et ceux de Southeastern, qui desservent le Grand Londres et le Kent.
Les trains exploités par la compagnie East Midlands Railway desservent les régions des Midlands de l'Est et du Yorkshire, notamment les villes de Luton, Bedford, Kettering, Wellingborough, Market Harborough, Leicester, Loughborough, Beeston (en), Nottingham, Long Eaton, Derby, Chesterfield, Sheffield et Leeds.

## Situation

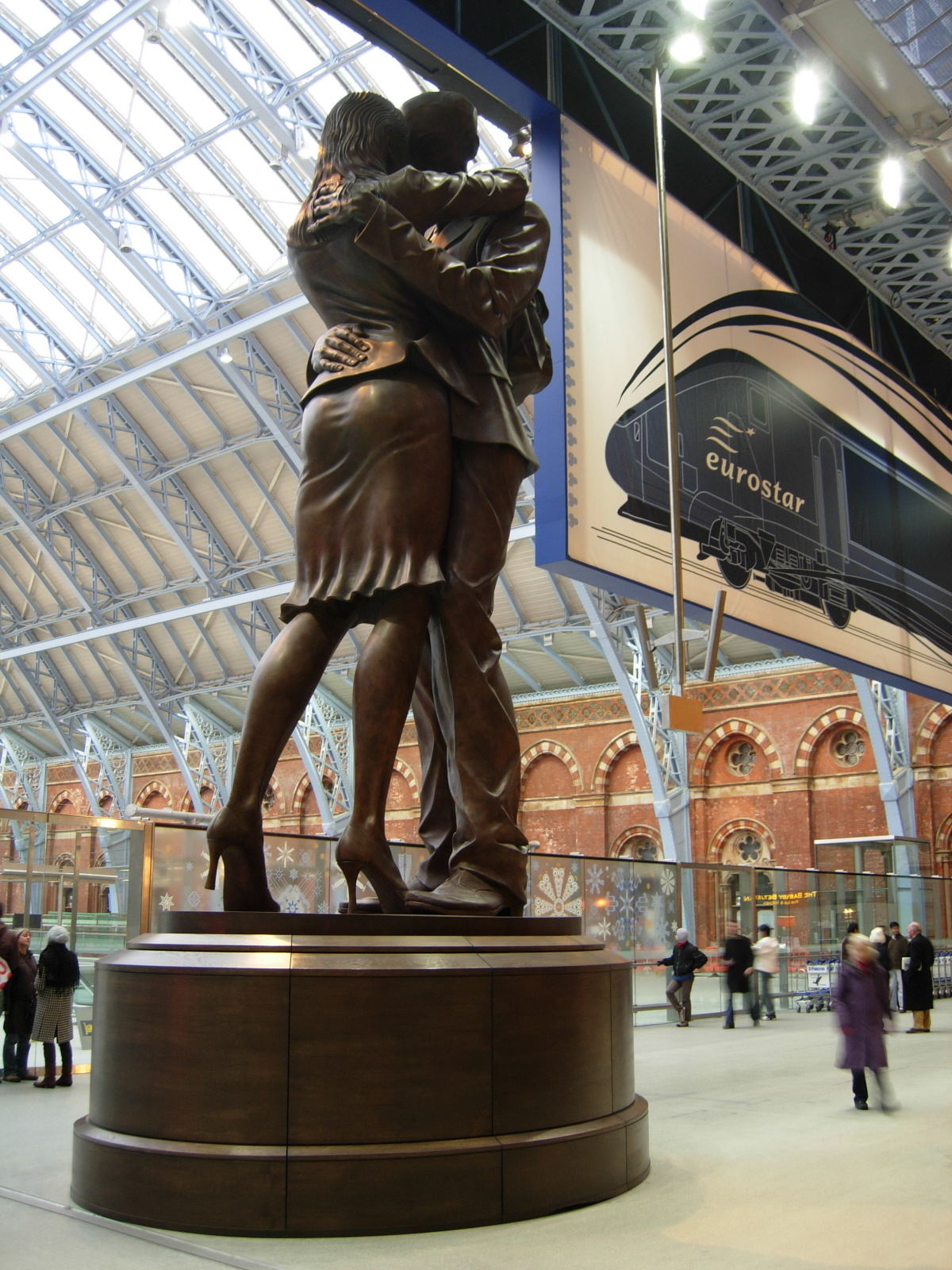
The Meeting Place. Le rendez-vous.

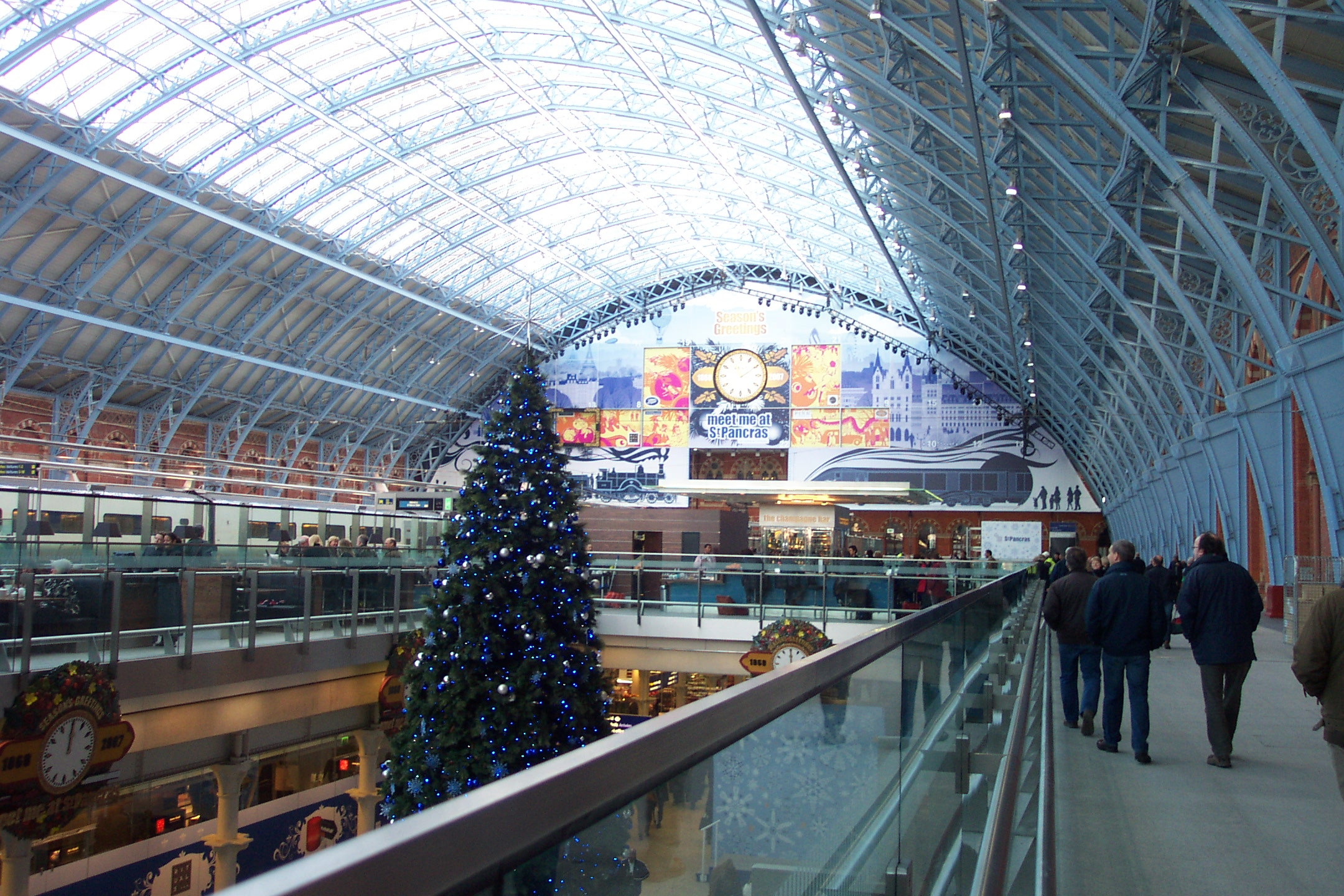
Le niveau supérieur de The Arcade, avec vue sur le toit de verre de Barlow

La gare est limitée au sud par la rue Euston Road, l'ancien Midland Grand Hotel en façade. À l'ouest, la gare est bordée par la rue Midland Road et la nouvelle bibliothèque British Library. À l'est, la station est délimitée par la rue Pancras Road et la gare de King's Cross et au nord, par un complexe ferroviaire d'intersection des lignes ferroviaires et Regent’s Canal.
Afin d'accueillir les trains Eurostar, relativement longs, tout en restant le terminus de certaines liaisons nationales, la gare a été prolongée par une grande structure à couverture en terrasse. Les treize quais prolongés sont utilisés par les services de l'East Midlands (les quais 1-4), les services d'Eurostar (les quais 5-10) et en 2009 les services de Southeastern à grande vitesse vers le Kent (les quais 11-13). Le Thameslink utilise quant à lui deux quais situés sous la gare, désignés par A et B, construits près de Midland Road, sous la partie prolongée de la gare.

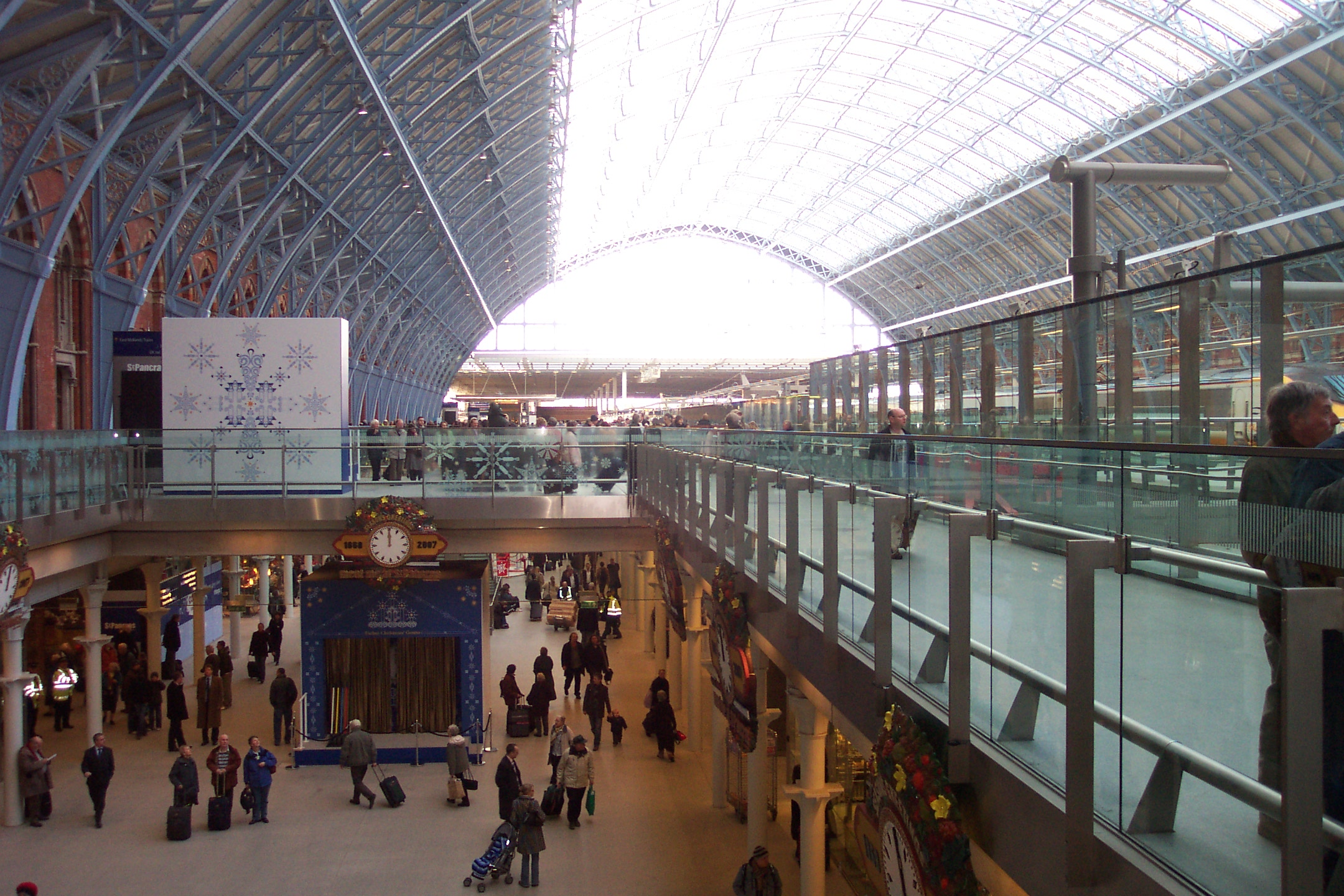
The Arcade à la gare de Saint-Pancras. On peut voir à droite un train Eurostar.

Les quais de Eurostar se situent dans le hall Barlow et occupent une grande partie de la gare qui a été prolongée. Ces quais n'occupent pas l'intégralité du hall Barlow, une partie de ce hall étant devenue une zone commerciale (nommée "The Arcade"). Elle s'étend sur toute la longueur du hall. En dessous des quais d'Eurostar, se situent les salons et les douanes d'arrivée et de départ.
L'extrémité sud de l'Arcade relie la gare à la station de métro King's Cross St Pancras.
Ces différents quais sont aussi accessibles à partir de la fin du hall Barlow et du début du prolongement de la gare, par un couloir nommé "The Market", qui s'étend d'est en ouest. Les piétons peuvent y entrer par l'extrémité orientale du couloir. On y construit aujourd'hui à côté de cette entrée un tunnel qui fera le lien entre la gare de St Pancras, la gare de King's Cross et la station de métro.
À l'extrémité sud de l'étage supérieur de la station, une statue de 9 mètres de haut et de 20 tonnes en bronze nommée The Meeting Place, conçue par l'artiste britannique Paul Day et destinée à évoquer la romance de voyage. À proximité, la statue de John Betjeman, regardant apparemment avec émerveillement le toit du Barlow, reconnaît le succès de la campagne pour sauver la gare au XXe siècle.

## Historique

### Exigence d'une nouvelle gare

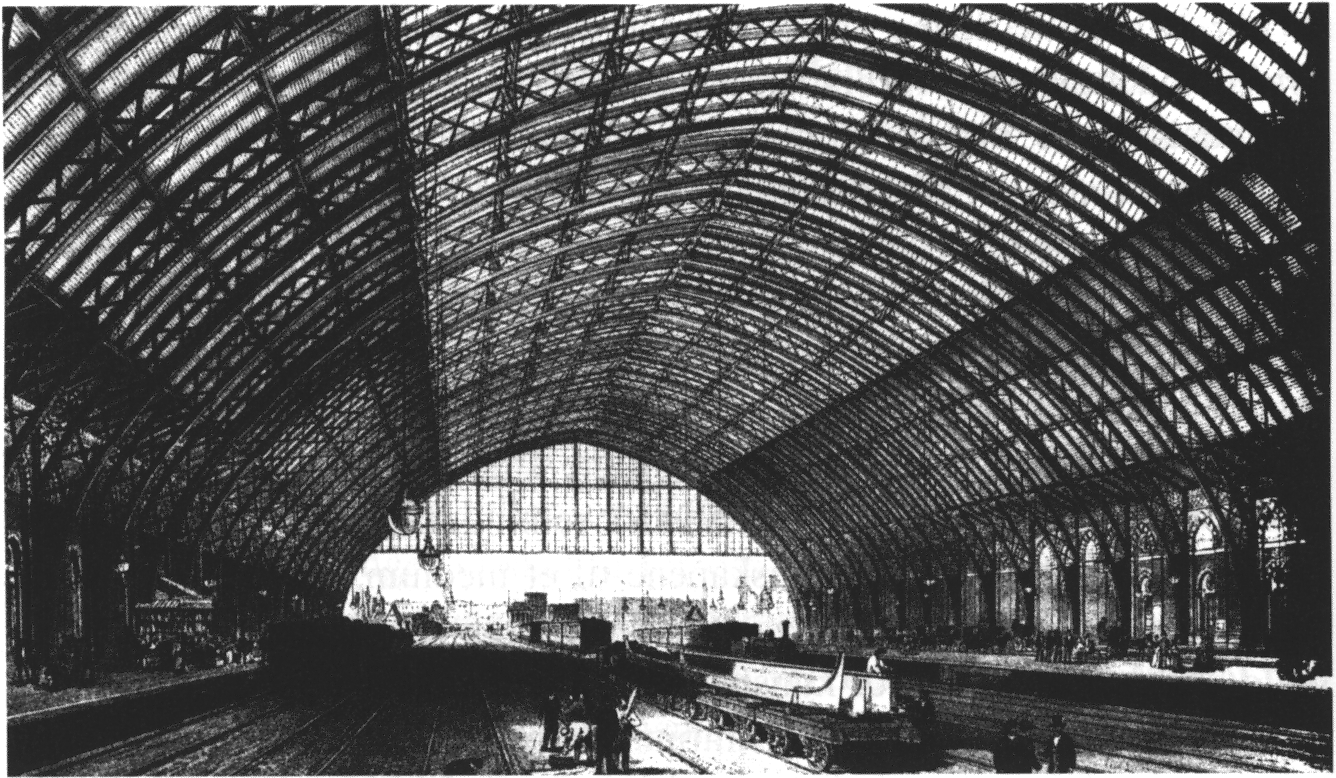
L'intérieur du hall Barlow en 1870

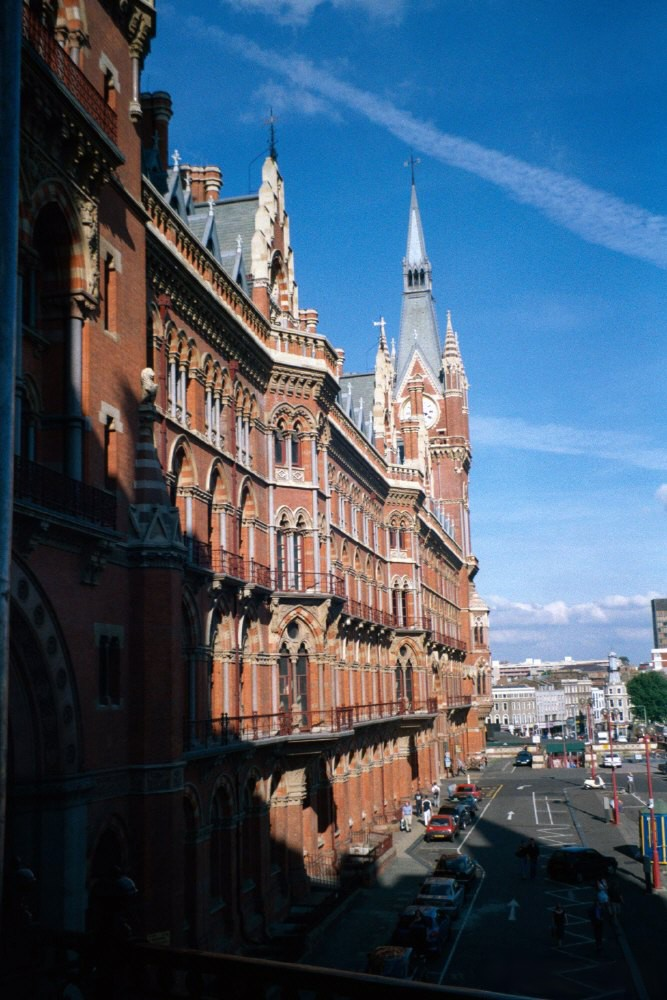
Le Midland Grand Hotel en face de St Pancras

La construction de la gare fut commandée par la Midland Railway. Avant les années 1860, la compagnie effectuait beaucoup de trajets vers les Midlands et au nord de Londres, mais n'avait pas son propre accès à la capitale. À partir de 1840, les trains des Midlands depuis et vers Londres allaient de la gare d'Euston utilisant le réseau de la London and North Western via une jonction à Rugby. La congestion et les retards au sud de Rugby sont vite devenus ordinaires quand les services se sont développés.
On a proposé une nouvelle ligne de Londres autour de 1845, vers la fin de la période de spéculation plus tard nommée Railway mania. La ligne Great Northern a été approuvée par le Parlement en 1846 et une jonction de Leicester à Hitchin concédée à la Midland Railway en 1847. Tandis que la Grande ligne du Nord a été construite, la jonction du Centre a été simplement abandonnée en 1850 en raison de problèmes financiers. La pression commerciale dans le Leicestershire, le Northamptonshire et le Bedfordshire notamment de William Whitbread, qui a possédé environ 12 % des terres sur lesquelles la ligne passerait, a relancé l'étude de la liaison. La ligne a été présentée à nouveau au Parlement et approuvée en 1853. La construction a commencé rapidement, mais n'a pas été menée à grande allure : la ligne a été ouverte au milieu de 1857. La Midland Railway avait l'assurance de l'exploiter pendant sept ans pour un minimum de 20 000 £ par an. La Midland Railway avait maintenant deux trajets pour Londres, par Euston et King's Cross et le trafic grossissant rapidement, particulièrement avec le commerce du charbon, la Midland Railway transportant environ un cinquième du charbon de Londres avant 1852.
Au milieu de 1862, en raison de l'énorme trafic pendant la seconde Exposition universelle (1862), les compagnies Great Northern et la Midland ont atteint la limite de la capacité de la ligne. Cela a été le facteur décisif pour la Midland pour la construction de sa propre ligne de 49,75 milles (80 km) de Bedford à Londres qui a commencé en octobre 1862. Toutefois, la Midland avait déjà acheté une grande partie des terrains de la paroisse St Pancras depuis 1861.
St Pancras était une zone peu avenante, avec ses taudis tristement célèbres. D'autres points de repère du secteur étaient Fleet River et Regent's Canal couverts, une usine à gaz et une vieille église avec un grand cimetière. Pour le terminus la Midland Railway a choisi un site adossé à la nouvelle route (baptisée ultérieurement Euston Road (en)) limité par ce qui est maintenant Midland Road et Pancras Road, quelque cent yards à l'est de la gare d'Euston et immédiatement à l'ouest de la gare de King's Cross. Le plan initial était de faire passer les voies d'approche de la gare sous le canal dans un tunnel, bien que la présence du cimetière et l'usine à gaz soient des difficultés supplémentaires. Le site était occupé par des maisons de Somers Town et les taudis de Agar Town (en). Les propriétaires ont vendu les terrains pour 19 500 £ et ont nettoyé et expulsé les résidents sans compensation pour 200 £ supplémentaires. L'église fut démolie et un remplacement construit pour 12 000 £ en 1868 dans Kentish Town. L'église démolie, St. Luke, fut reconstruite morceau par morceau en 1867 en tant qu'église de la congrégation à Wanstead et existe toujours (maintenant United Reformed).
La société a eu l'intention de connecter le site via un tunnel passant sous Euston Road (St Pancras Branch) à la nouvelle metropolitan line, ouverte en 1863 allant de la gare de Paddington à la gare de Farringdon, créant ainsi une voie vers le Kent.

### Conception et construction

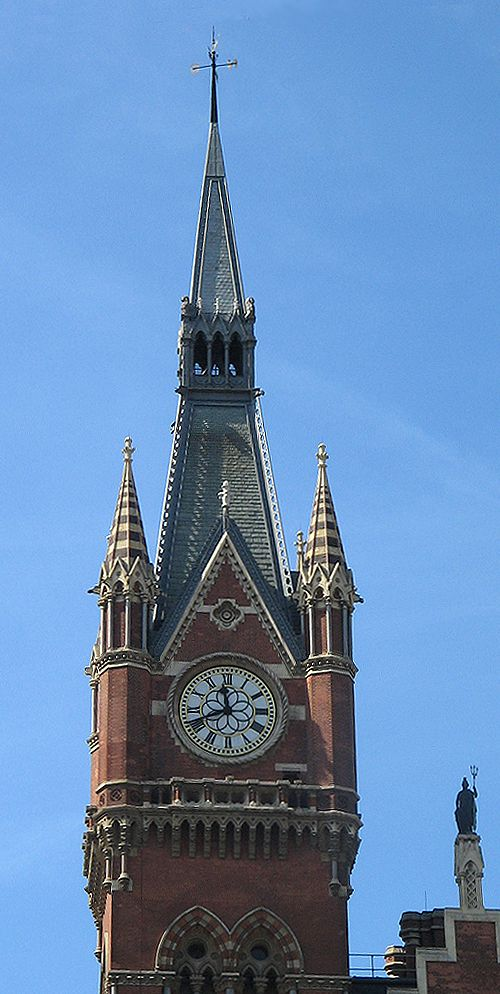
L'horloge

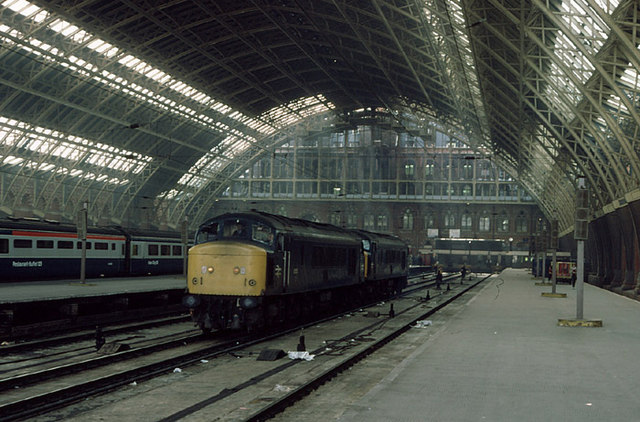
La photographie montre l'état vétuste de la gare en 1984

L'inclinaison et la forme irrégulière de l'emplacement a posé certains problèmes mais les architectes étaient déterminés à impressionner Londres avec leur nouvelle gare. Ils pourraient voir l'ornementation de la Gare d'Euston avec son célèbre arc (en) ; le succès de la gare de King's Cross due à Lewis Cubitt ; les innovations de conception du fer et du verre adopté par Brunel à la gare de Paddington ; et, de manière significative, les conceptions simples de toit d'envergure que John Hawkshaw (en) a construit à Charing Cross et Cannon Street.
Le plan initial de la gare a été présenté par William Henry Barlow, ingénieur conseil de l'intérieur. Le toit d'envergure simple de 74 mètres, le plus grand construit jusqu'à cette époque, a été adopté pour les raisons purement économiques pour utiliser au maximum de l'espace sans obstructions (la conception de toit était une collaboration entre Barlow et Rowland Mason Ordish). Un espace pour un hôtel transversal été inclus dans le plan et a été accepté au début de l'année 1865.
Un concours a été organisé pour la conception des bâtiments et de l'hôtel de la gare en mai 1865. Onze architectes ont été invités à concourir, soumettant leurs conceptions en août. En janvier 1866, le projet néogothique en brique de George Gilbert Scott a été choisi. Le choix a généré une certaine inquiétude, en partie parce que le projet de Scott, coûtant 315 000 £, était de loin le plus cher. La splendeur de la façade de Scott a impressionné les architectes, leur permettant de surpasser toutes les autres gares de la capitale. Une compression budgétaire a obligé à simplifier plusieurs éléments de la façade, mais le dessin original a en grande partie été respecté.
La construction de la gare, sans compter le toit qui faisait l'objet d'un marché séparé, a été estimée à 310 000 £, et après quelques problèmes l'offre des frères Waring, chiffrée à 320 000 £, a été acceptée. Le toit a été réalisé par la Butterley Company (en) pour 117 000 £. Le travail a commencé à partir l'automne de 1864, par un pont provisoire au-dessus du canal et la démolition des quartiers de Somers Town et d'Agar Town (en). La construction des fondations de la gare n'a commencé qu'en juillet 1866 et les retards dus aux problèmes techniques, particulièrement dans la construction de toit, furent nombreux.
Le cimetière a posé des problèmes – la ligne principale devait passer au-dessus de lui sur un pont à poutres et la ligne métropolitaine en dessous dans un tunnel. Le percement d'un tunnel a été particulièrement retardé par la présence des restes humains en décomposition et de nombreux cercueils, et l'apparition de cas de choléra. En dépit de ceci, le raccordement a été accompli en janvier 1867.
La compagnie espérait terminer la plupart des bâtiments essentiels pour le mois de janvier 1868. La gare de marchandises de la ville d'Agar Town a reçu son premier train en septembre 1867, mais le service de passagers (sur la ligne métropolitaine) n'a commencé qu'en juillet 1868. La gare n'était pas encore finie quand elle fut ouverte, le 1er octobre. Le premier train, pour Manchester, a fonctionné non-stop de la ville de Kentish Town à Leicester – le plus long trajet non-stop effectué au monde, soit 97 milles (156 kilomètres). Le travail intérieur sur l'hôtel n'a commencé qu'en 1868. Conçu par l'architecte George Gilbert Scott, l'hôtel s'est ouvert aux clients le 5 mai 1873. Le coût total pour le bâtiment fut de 438 000 £.
Le bâtiment de l'hôtel est de style néogothique, avec une polychromie due à l'association de la brique et de la pierre. Il s'inspire librement du gothique en brique d'Europe du Nord, des Pays-Bas et de Flandre (comme le montrent les pignons à gradins), brique qu'on retrouve aussi en Angleterre dans certains bâtiments gothiques tardifs de style Tudor. On remarque aussi des éléments de décor provenant du gothique en brique d'Italie (Mantoue, Venise ou Sienne). Le tout est associé avec des formes provenant du gothique classique du XIIIe siècle français et anglais. Il incorpore donc des éléments architecturaux gothiques issus de plusieurs périodes et pays, et ne s'attache pas à reprendre un style national purement anglais, contrairement à d'autres bâtiments néogothiques construits à cette époque en Angleterre. La tour de l'horloge, tout comme le Big Ben du parlement construit quelques années auparavant, s'inspire des beffrois médiévaux, comme ceux de Ypres, Toruń ou de Gdańsk. On peut éventuellement faire un rapprochement avec l'hôtel de ville de Berlin commencé en 1861 et qui use des mêmes références. De par cette approche qui relève de l'architecture éclectique, Scott avait prévu de faire émerger un nouveau style.

### Déclin duXXesiècle

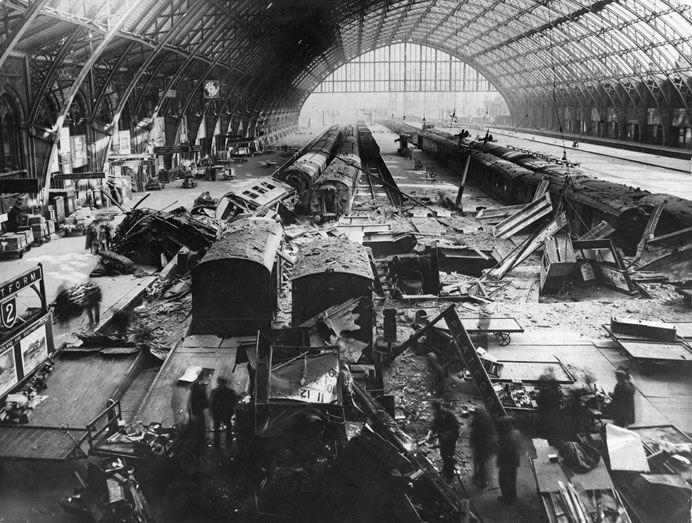
La gare touchée par un bombardement, en mai 1941.

Le XXe siècle n'a pas été bénéfique pour la gare. L'acte des chemins de fer de 1921 a forcé la fusion du chemin de fer intérieur de Londres avec le chemin de fer occidental du nord (LNWR) dans Londres et le chemin de fer écossais (LMS), et le LMS a adopté la gare d'Euston du LNWR en tant que principal terminus de Londres.
L'hôtel a été fermé en 1935, et le bâtiment a été plus tard employé comme bureaux. Pendant la seconde guerre mondiale, les avions allemands ont infligé de sérieux dégâts à la gare.
La nationalisation du LMS en tant qu'élément de British Rail a abouti à une autre rationalisation des services fonctionnant au nord de Londres. La gare de St Pancras est vue comme superflue, et plusieurs tentatives ont été entreprises pour fermer la gare. L'ouverture de Thameslink en 1988 a enlevé la plupart des services suburbains restants à St Pancras, mais la gare continue toujours à desservir Leicester, Nottingham et Sheffield. Cependant ceci n'est constitué que par seulement quelques trains par heure et a laissé la gare sous-employée et vide.
En 1962, une proposition pour démolir l'hôtel (à ce jour connu sous le nom de chambers de St Pancras) a provoqué une vive opposition et a été abandonnée. En mai 2007, une statue de John Betjeman a été érigée sur un des quais de la gare de St Pancras, dans le respect de sa campagne pour sauver la façade. Le bâtiment de l'hôtel est par la suite resté vide dans les années 1980. L'hôtel était devenu un endroit populaire pour le tournage de films et productions de télévision.
Après la privatisation de British Rail, les services au départ de St Pancras ont été agrégés à la filiale intérieure des Midlands Mainline en 1996.

### LeXXIesiècleapporte un rôle nouveau à Saint-Pancras

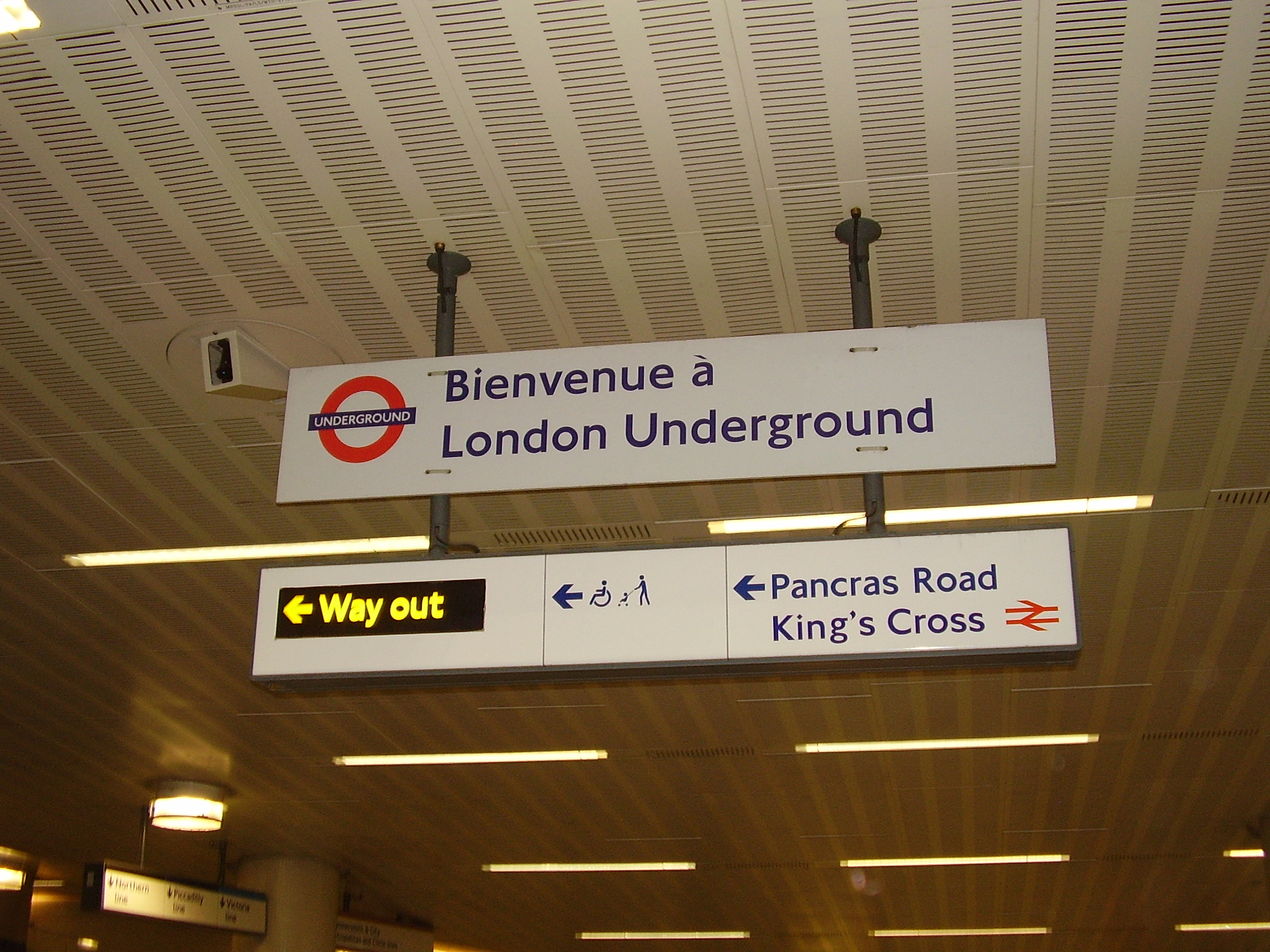
Bienvenue à London Underground.

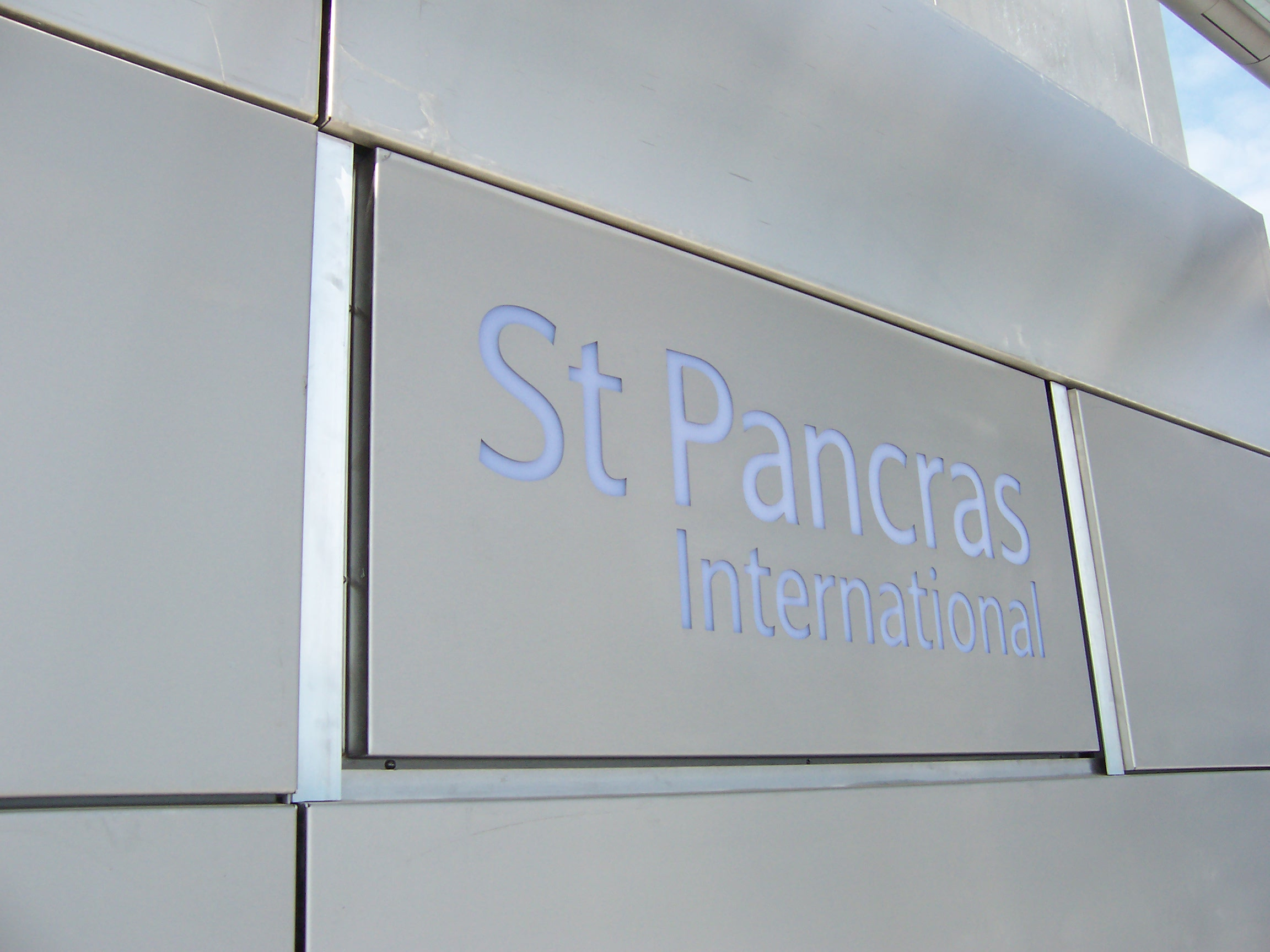
Nouvelle pancarte, reflétant le changement de statut de la gare.

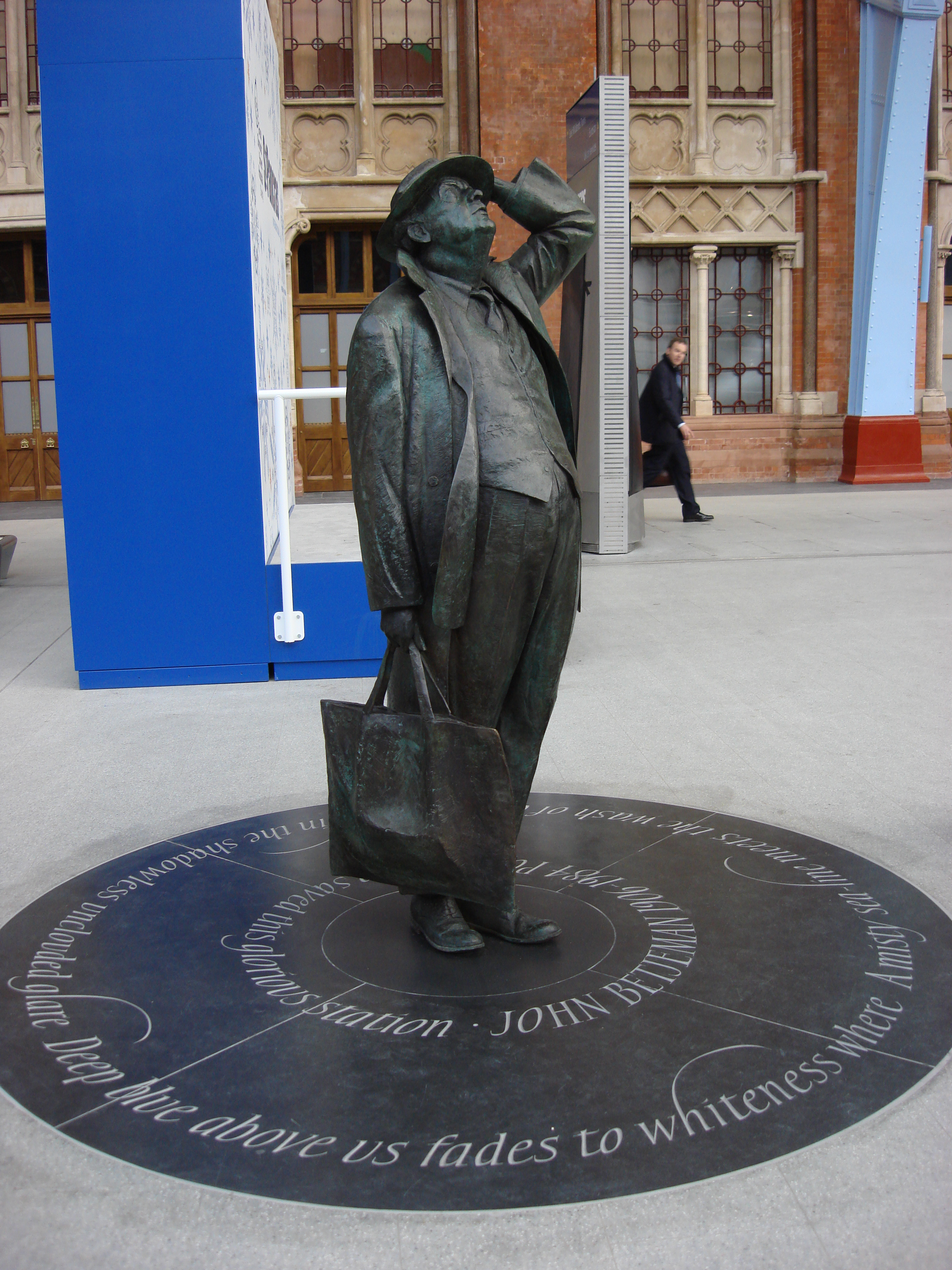
Statue de John Betjeman.

Le XXIe siècle apporte un rôle nouveau à St Pancras. Le plan originel pour la liaison ferroviaire de tunnel sous la Manche a impliqué la création d'un tunnel quelque part au sud-est de Londres, et un terminus souterrain à proximité de la gare de King's Cross.
Toutefois, dû aux retards des plans et par le désir d'urbanisation de Londres de Michael Heseltine, député, un changement d'itinéraire est mené, avec la nouvelle ligne approchant Londres par l'Est. Ceci a ouvert la possibilité de réutiliser la gare de St Pancras comme terminus, avec l'accès par l'intermédiaire du Nord de Londres.
L'idée a été rejetée en 1994 par le secrétaire chargé des transports, John MacGregor, comme difficile à construire. Toutefois l'idée d'employer la gare de St Pancras comme nouveau terminus a été maintenue, quoique relié par 20 km de tunnels construits à Dagenham par l'intermédiaire de Stratford.
London and Continental Railways (LCR), qui a été créé durant la privatisation de British Rail, a été choisies par le gouvernement britannique en 1996 pour entreprendre la reconstruction de la gare de Saint-Pancras, et aussi la construction de la liaison ferroviaire du tunnel sous la Manche à la gare et la modification des parts britanniques de la société Eurostar, Eurostar UK.
LCR devient propriétaire de la gare de St Pancras depuis la privatisation de British Rail. Les difficultés financières en 1998 et l'effondrement du secteur ferroviaire en 2001 ont causé la révision des plans de reconstructions, mais LCR reste propriétaire de la gare de St Pancras.

### La reconstruction de la gare
Il fallait donc l'adapter aux trains de 400 m d'Eurostar, et fournir la capacité pour les trains existants (Midlands) et les services proposés sur la liaison ferroviaire à grande vitesse. Le hall de la gare existant a été prolongé au nord par un nouveau hangar couvert. La gare était prévue pour comporter 13 quais. Les services vers les Midlands utiliseraient donc les quais situés à l'ouest, les services d'Eurostar utiliseraient les quais du milieu qui seraient les seuls à se prolonger dans le hall existant, et les services à grande vitesse vers le Kent occuperaient les plates-formes situées à l'est. La gare compte également une galerie marchande.
En même temps que la prolongation de la gare était établie en 2004–2005, une gare souterraine a été construite pour le Thameslink. Cette gare serait adaptée par la suite pour donner à Saint-Pancras ses propres quais pour ce service, mais au début, aucun fond n'a été donné pour ces travaux.
On a aussi accordé en 2005 la rénovation de l'ancien hôtel, qui deviendra un hôtel cinq étoiles et qui occupera une grande partie de l'hôtel original, et s'ouvrira en 2009. Des appartements seront également aménagés et occuperont la majorité de l'hôtel.
En 2006, des fonds ont été attribués pour permettre la construction de quais à la gare de St Pancras pour le Thameslink. Ainsi, la station de King's Cross Thameslink fermera ses portes et le nouvel arrêt sera à St Pancras.

### L'ouverture de la gare internationale
Le 4 septembre 2007, le premier train d'Eurostar en destination de la gare de St Pancras est parti de la gare de Paris-Nord pour un temps de trajet total de 2 h 3 min.
Du 30 octobre au début du mois de novembre 2007, Eurostar a mené un programme d'essais auquel 6 000 personnes ont participé en tant que passagers lors de l'enregistrement, du contrôle des bagages, de l'immigration et de la douane. Ils ont chacun fait trois voyages aller-retour de la gare de St Pancras à l'entrée du tunnel sous Londres (soit une distance inférieure à 1 km).
La gare de St Pancras a été officiellement rouverte comme sous le nom de St Pancras International, le mardi 6 novembre 2007, par sa majesté la reine Élisabeth II accompagnée de son époux, le prince Philip, duc d'Édimbourg.
Les services d'Eurostar via le High Speed 1 ont commencé le 14 novembre 2007.
La gare est essentiellement conçue, mais les quais pour les Southeastern pour la liaison à grande vitesse vers le Kent resteront inoccupés jusqu'en 2009.
Au cours du même mois, Midland Mainline a changé de société pour devenir les East Midland.
Les nouveaux quais du Thameslink ont ouvert le 9 décembre 2007, sous la gare de St Pancras et l'ancienne gare de King's Cross Thameslink (en) a été fermée.

## Services ferroviaires au départ de la gare de St Pancras

### Trains des East Midlands (depuis novembre 2007)

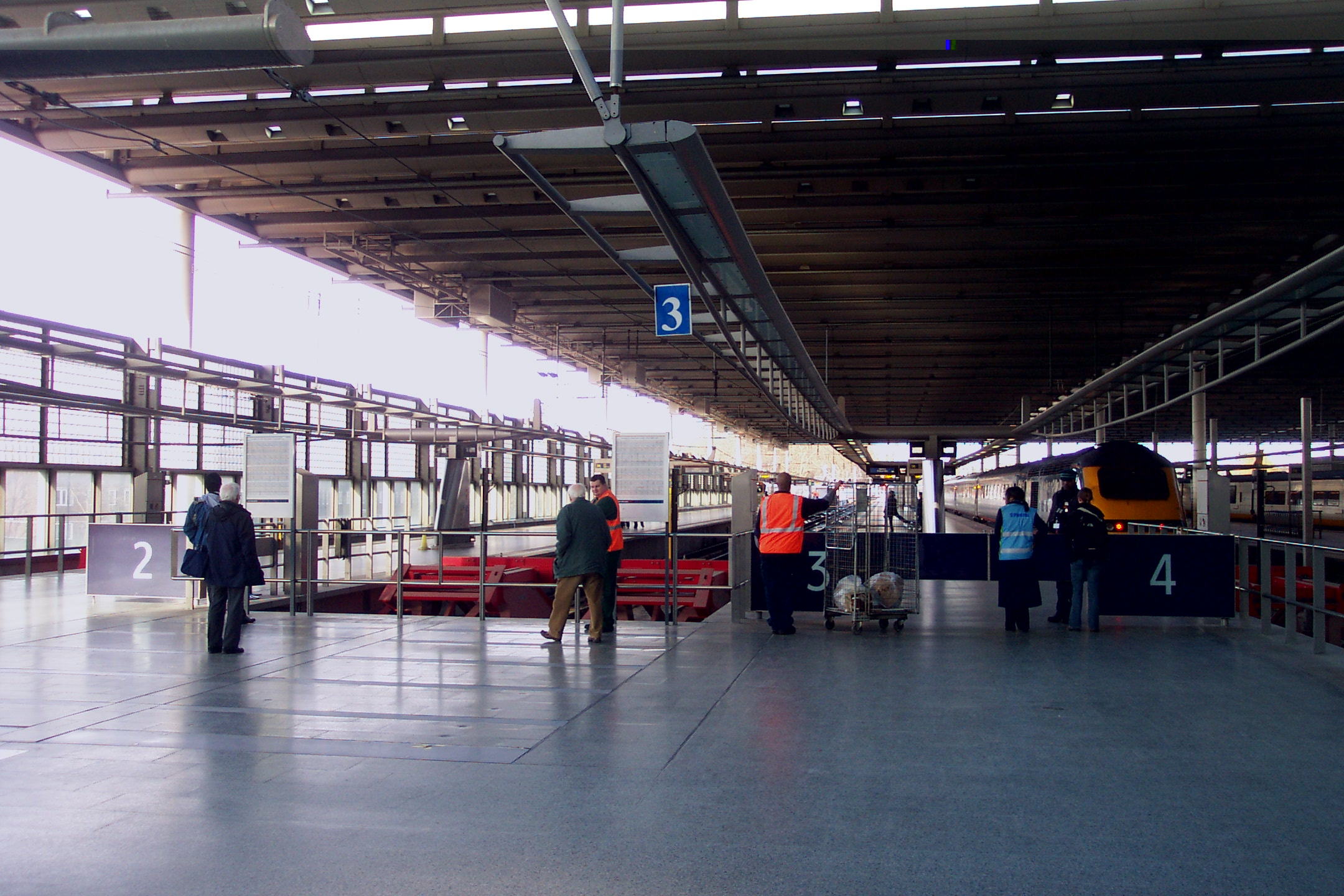
Les quais utilisés par East Midlands Trains

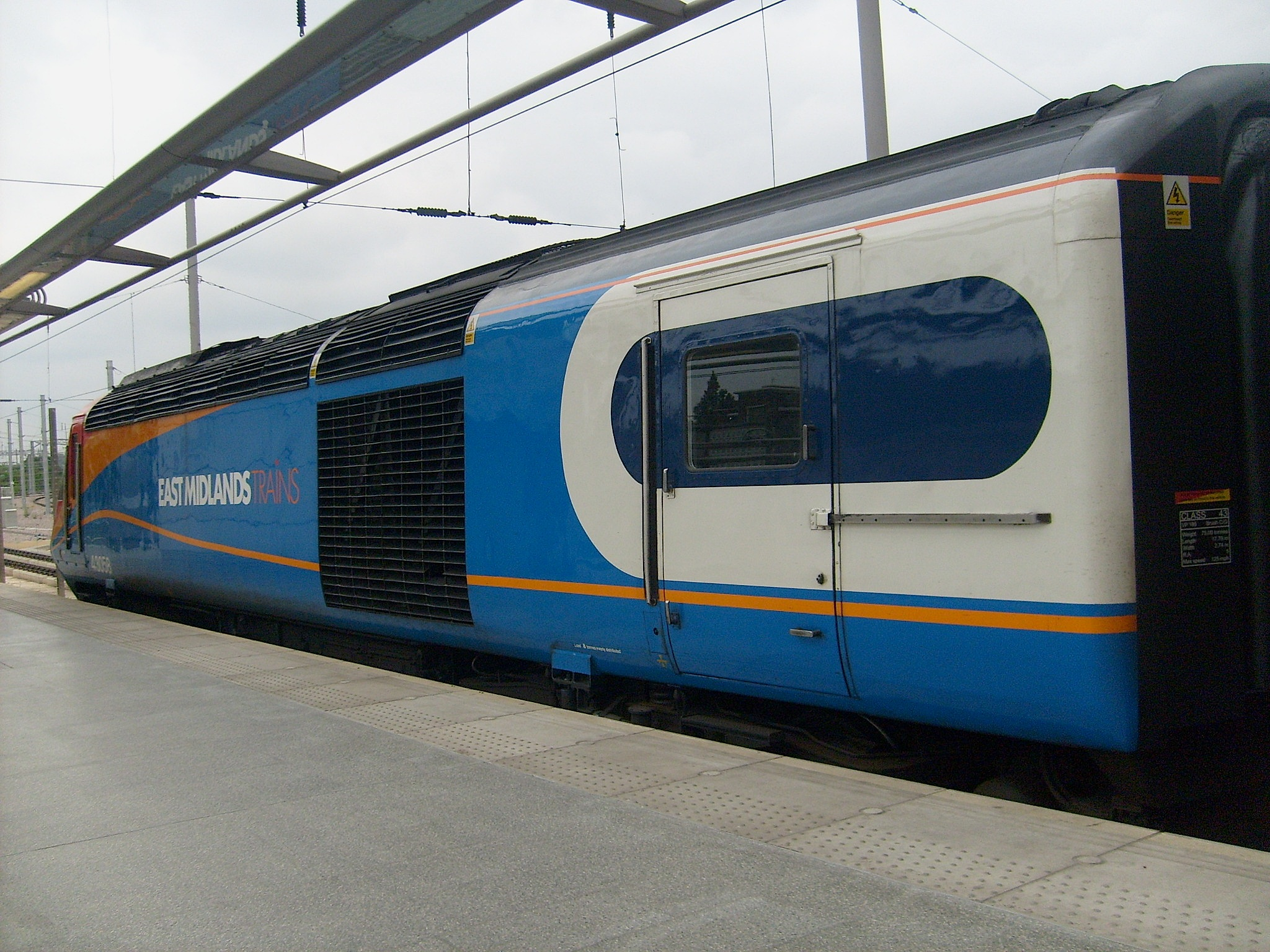
Un train East Midlands HST pour Nottingham

Depuis le 11 novembre 2007, St Pancras est le terminus de la principale ligne intérieure, les East Midlands, qui ont des itinéraires vers les régions des Midlands et de Yorkshire (Angleterre). Les villes desservies sont Luton, Bedford, Wellingborough, Kettering, Market Harborough, Leicester, Loughborough, Nottingham, Derby, Chesterfield et Sheffield. Des trains occasionnels vont également à Burton upon Trent (Trent), Lincoln, Skegness, Barnsley, Doncaster, Wakefield, Leeds, Scarborough et York.
Les quais se situent dans la prolongation de la gare, au niveau supérieur, et sont accessibles par ascenseur ou escalator (quais 1, 2, 3 et 4).
Il y a quatre services par heure (deux rapides, deux s'arrêtant) pour Leicester, des services de toutes les demi-heures pour Nottingham, des services de toutes les demi-heures pour Derby (avec des prolongements possibles vers Sheffield), et d'autres pour les banlieusards habitants entre Kettering et Londres.
| Horaires | Destination | Arrêts | Durée |
| -------- | ----------- | --- | ----- |
| XX:00    | Corby       | Luton, Bedford, Wellingborough, Kettering                                                                      | 1h 40 |
| XX:15    | Nottingham  | Market Harborough, Leicester, East Midlands Parkway                                                            | 1h 44 |
| XX:25    | Sheffield   | Leicester, Loughborough, East Midlands Parkway, Long Eaton, Derby, Chesterfield                                | 2h 27 |
| XX:30    | Nottingham  | Luton Airport Parkway, Bedford, Wellingborough, Kettering, Market Harborough, Leicester, Loughborough, Beeston | 1h 56 |
| XX:55    | Sheffield   | Leicester, Derby, Chesterfield                                                                                 | 2h 7  |

Il y a aussi d'autres trains :
- aux heures de pointes, vers Burton (Trent) ; Lincoln par Newark ; Leeds par Sheffield, de Doncaster et de Wakefield ; et Barnsley par Meadowhall (en).
- en été, vers Skegness par Bedford et Boston.
- en été encore, vers Scarborough par Leicester, de Sheffield et de York.
- en hiver, vers York seulement (pas Scarborough) par Leicester, de Sheffield et de Doncaster.

### Eurostar (depuis le 14 novembre 2007)

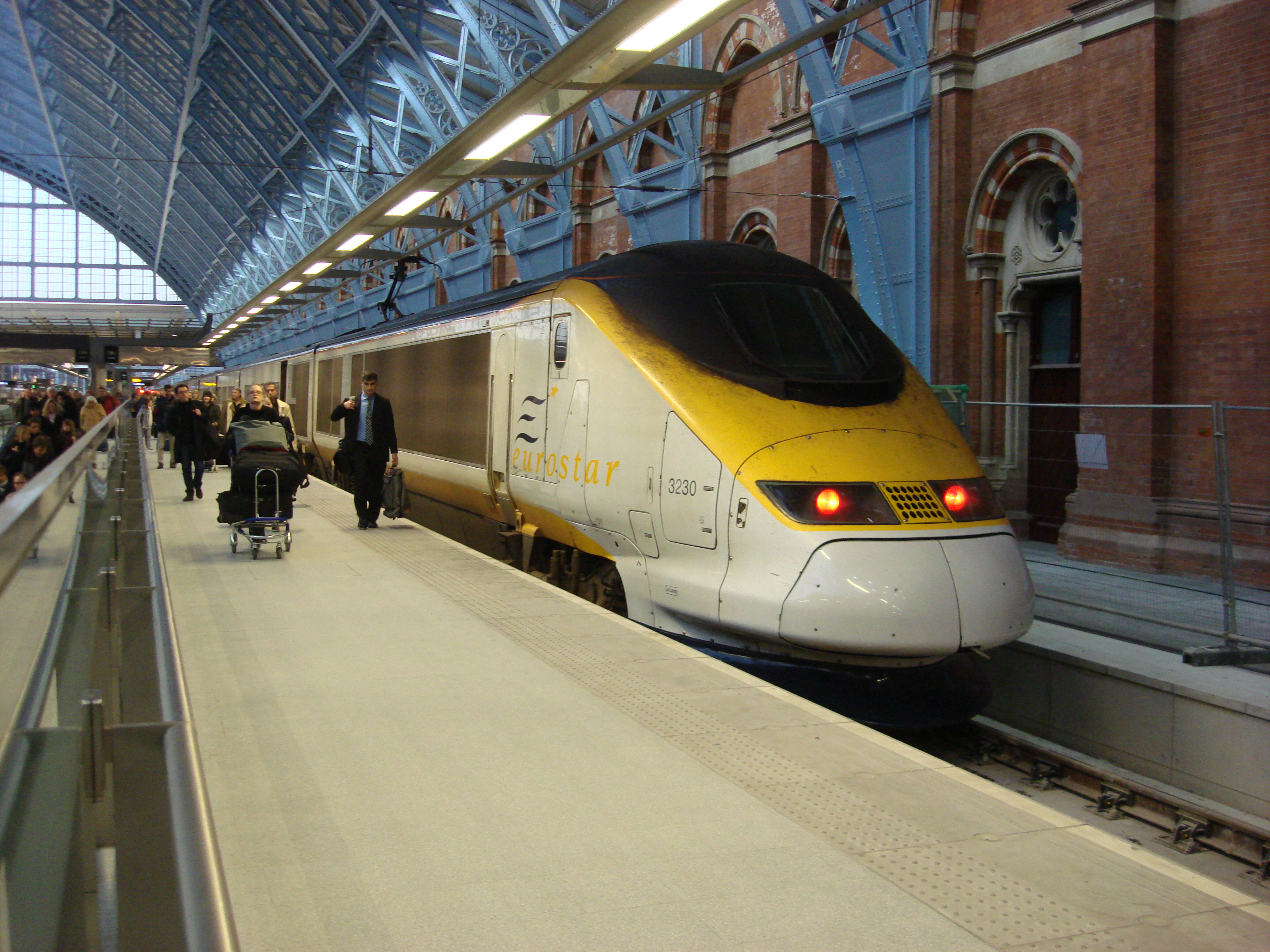
Eurostar en gare.

Depuis le 14 novembre 2007, la gare de St Pancras est le nouveau point d'arrivée et de départ de l'Eurostar. Désormais les trains à grande vitesse reliant Paris, Bruxelles et Londres y effectuent leur départ et leur arrivée (quai 5, 6, 7, 8, 9 et 10). C'est pour la gare de Waterloo la fin des arrivées de passagers par l'Eurostar.
Ce changement de gare s’accompagne également d’une amélioration de la durée du trajet puisque Paris et Londres ne sont plus qu'à 2 h 15 l’une de l’autre mais aussi pour Bruxelles et Londres qui ne sont plus qu'à 1 h 51 l'une de l'autre, notamment grâce à la vitesse maximale de l'Eurostar qui est aujourd’hui portée à 300 km/h sur toute la ligne à l'exception de la traversée du tunnel sous la Manche où la vitesse reste limitée à 160 km/h.
On se rappellera que la gare de St Pancras a nécessité 6 ans de rénovations qui ont coûté environ 1,2 milliard d’euros. Chef-d’œuvre de l’architecture victorienne, la gare est composée d’une immense verrière sous laquelle les voyageurs internationaux peuvent profiter du marché et des boutiques de luxe sans oublier la présence d’un "bar à champagne" considéré comme le plus long d’Europe avec son comptoir de plus de 90 mètres.
La gare de St Pancras est désormais reliée quotidiennement aux gares d'Europe continentale suivantes : Paris-Nord, Lille-Europe, Bruxelles-Midi, Rotterdam-Central, Amsterdam-Central.

### Thameslink (depuis décembre 2007)
Thameslink est une concession ferroviaire britannique située dans la région de Londres. Elle comporte 225 km de lignes, et 50 gares selon un axe Nord-Sud entre Bedford et Brighton via Londres. C'est un secteur important de la banlieue londonienne qui joue le rôle d'un réseau express régional et dessert en outre les aéroports de Gatwick et de Luton. Le trafic annuel s'élève à environ 40 millions de voyageurs.
La ligne a été rouverte en 1988 après un demi-siècle de fermeture, et le réseau Thameslink mis en service en mai 1990. La partie nord du réseau remplace le service « Bedpan » qui reliait Bedford à la gare de St Pancras, et emprunte la Ligne principale des Midlands (en). Les gares situées dans le centre de Londres sont les suivantes : King's Cross Thameslink (en), London Bridge, Farringdon, City Thameslink et Blackfriars.
Dans le cadre du projet Thameslink 2000 (en), 800 millions de livres sterling ont été consacrées à l'extension du réseau à 169 gares, dont le remplacement de la gare de King's Cross Thameslink (en) par de nouvelles installations sous la nouvelle gare de St Pancras. Le schéma suggéré en 1991 fut approuvé en 1999 et les travaux ont commencé en 2001. Le programme révisé en janvier 2003 prévoit des travaux sous la gare de St Pancras en 2004.
Le 9 décembre 2007, Thameslink dessert de nouveau la gare internationale de St Pancras, en gagnant des quais A et B situés sous la gare.
Thameslink permet ainsi aux passagers de voyager vers Bedford, Luton ou St Albans dans le Nord de l'Angleterre, mais aussi à Wimbledon, Croydon et Brighton, les aéroports de Gatwick et de Luton.
La concession, initialement confiée à First Capital Connect en 2007, est aujourd'hui exploitée, et ce depuis 2014, par Thameslink.

### South Eastern Trains (depuis décembre 2009)
Depuis décembre 2009, les Southeastern Trains, avec de nouvelles rames Hitachi Class 395 pouvant atteindre une vitesse maximum de 225 km/h, proposent des liaisons intérieures à grande vitesse vers le Kent (Canterbury, Douvres, Folkestone, Ashford) sur la ligne High Speed 1, à partir des quais 11, 12 et 13.
Les voyageurs verront ainsi leur temps de trajet réduit. Il ne faut (par exemple) que 37 minutes pour aller d'Ashford à Saint-Pancras.
| Horaires | Destination            | Arrêts | Durée du trajet |
| -------- | ---------------------- | --- | --------------- |
| XX:12    | Dover Priory (Douvres) | Stratford International, Ebbsfleet International, Ashford International, Folkestone West, Folkestone Central                              | 1h 09           |
| XX:25/28 | Faversham              | Stratford International, Ebbsfleet International, Gravesend, Strood, Rochester, Chatham, Gillingham (Kent), Rainham (Kent), Sittingbourne | 1h 05           |
| XX:42    | Margate                | Stratford International, Ebbsfleet International, Ashford International, Canterbury West, Ramsgate, Broadstairs                           | 1h 28           |
| XX:55    | Faversham              | Stratford International, Ebbsfleet International, Gravesend, Strood, Rochester, Chatham, Gillingham (Kent), Rainham (Kent), Sittingbourne | 1h 05           |

### Synthèse
| Origine  | Arrêt précédent | Train | Train    | Train | Arrêt suivant                  | Destination       |
| -------- | --------------- | ----- | -------- | ----- | ------------------------------ | ----------------- |
| Terminus | Terminus        |       | Eurostar |       | Paris-Nord                     | Paris-Nord        |
| Terminus | Terminus        |       | Eurostar |       | Lille-Europe ou Bruxelles-Midi | Amsterdam-Central |
| Terminus | Terminus        |       | Eurostar |       | Lille-Europe                   | Bruxelles-Midi    |

| Quais   | Désignation       | Opérateur              | Destinations                                                                           |
| ------- | ----------------- | ---------------------- | -------------------------------------------------------------------------------------- |
| 1 à 4   | MML Domestic      | East Midlands Railways | Corby, Leicester, Nottingham, Derby, Lincoln, Sheffield, Leeds…                        |
| 5 à 10  | HS1 International | Eurostar               | Lille, Paris, Bruxelles, etc.                                                          |
| 11 à 13 | HS1 Domestic      | Southeastern           | Chatham, Faversham, Ashford, Folkestone, Douvres, Ramsgate et Margate                  |
| A et B  | Thameslink        | First Capital Connect  | vers le Nord : St Albans, Luton et Bedford vers le Sud : Sutton, Sevenoaks et Brighton |

## Correspondances
La gare de St Pancras possède une bonne position géographique car elle permet la correspondance avec le Nord-Est de l'Angleterre à la gare de King's Cross (Leeds à 2 h 25, Newcastle à 3 h, Édimbourg à 4 h 15), avec le Nord-Ouest à la gare d'Euston qui dessert le nord-ouest (Birmingham à 1 h 30, Manchester à 2 h 10, Liverpool à 3 h et Glasgow à 5 h), mais aussi avec Londres puisqu'il y a 6 lignes de métro qui desservent la station.
- La gare de King's Cross se situe juste à côté de celle St Pancras (en traversant Pancras Road) et est le terminus sud de la East Coast Main Line qui dessert les villes du nord-est de l'Angleterre dont Cambridge, York, Durham et Newcastle. Trois compagnies ferroviaires utilisent cette gare pour leurs trains : East Coast (service sur la East Coast Main Line), First Capital Connect (liaisons avec Cambridge et King's Lynn, desserte locale du nord de Londres, Hertfordshire, Bedfordshire et Peterborough) et Hull Trains (liaison avec Hull via East Coast Main Line).

- La gare d'Euston se situe à 550 m de la gare de St Pancras (une station de métro) et est l'une des grandes gares ferroviaires de Londres (Royaume-Uni). C'est l'une des soixante-dix gares du réseau ferroviaire britannique gérées par Network Rail. Cette gare est le terminus sud de la West Coast Main Line (ligne principale de la côte Ouest) desservie par des trains rapides reliant Birmingham, Manchester, Liverpool, Holyhead et Glasgow ainsi que par des trains omnibus régionaux. Les trains sont exploités par Virgin Trains et Silverlink. First ScotRail exploite également des trains de nuits vers l'Écosse.

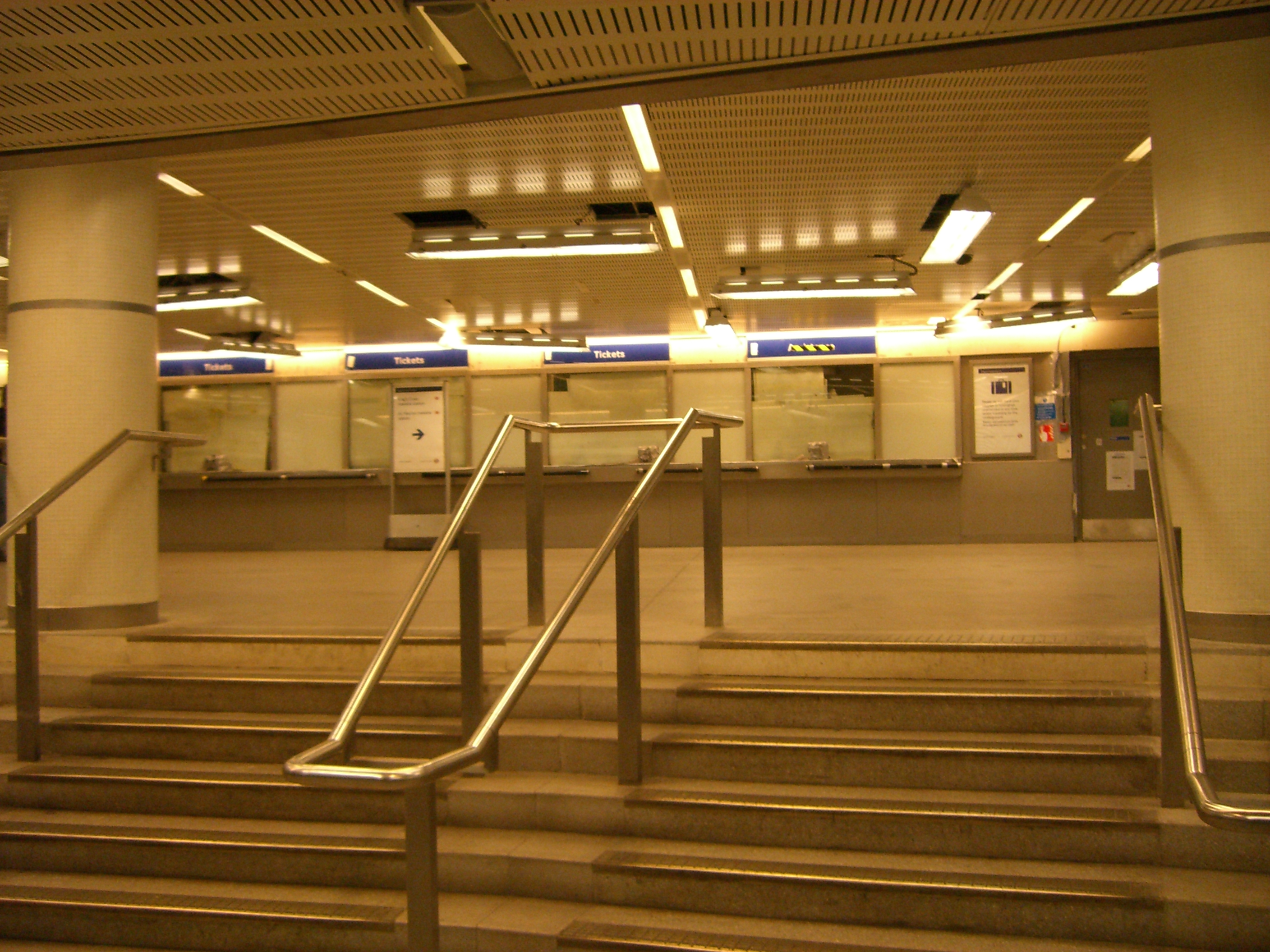
Nouveau hall de métro

- La station de métro King's Cross St. Pancras est la station la plus chargée avec 6 correspondances de lignes, et est située dans la ville de Londres Camden.
- Sur la Hammersmith & City Line / Circle Line / Metropolitan Line, la station est entre Euston Square (à l'ouest) et Farringdon (à l'est). Les trois lignes partagent les mêmes voies.
- Sur la Northern Line, la station est sur la branch "Bank" et situe entre Euston (au nord) et Angel (sud).
- Sur la Piccadilly Line, la station est entre Russell Square (au sud-ouest) et Caledonian Road (nord-est).
- Sur la Victoria Line, la station est entre Euston (au sud) et Highbury & Islington (nord).

Pour augmenter la capacité de la station à accueillir davantage de passagers à la suite de l'ouverture de la ligne High Speed 1, la station de métro a subi d'importants travaux de réaménagement.
La station élargie possède trois salles de billet.
- La salle de billets existante (parfois appelée "Tube Billet Hall") se situe en dessous de la gare de King's Cross : elle a été agrandie et rénovée.
- "The Western Billet Hall" (Phase 1): elle se situe à côté de Euston Road (en) et donne accès à la gare de Saint-Pancras. Elle a été ouverte le 28 mai 2006.
- "The Northern Billet Hall" (Phase 2): elle se situe à l'ouest de la gare de King's Cross.

## Développements futurs de la gare

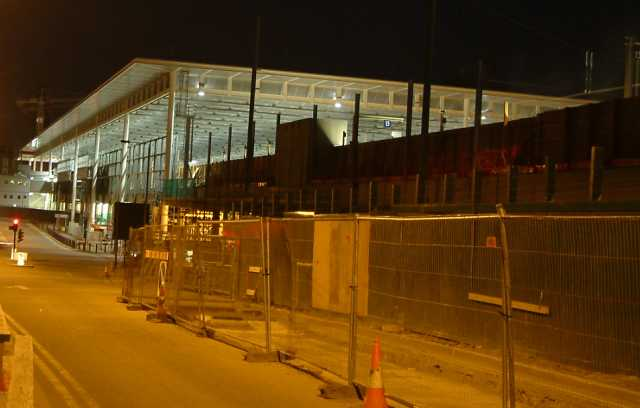
Travaux à la gare de St Pancras

### The Midland Grand Hotel, un nouvel hôtel

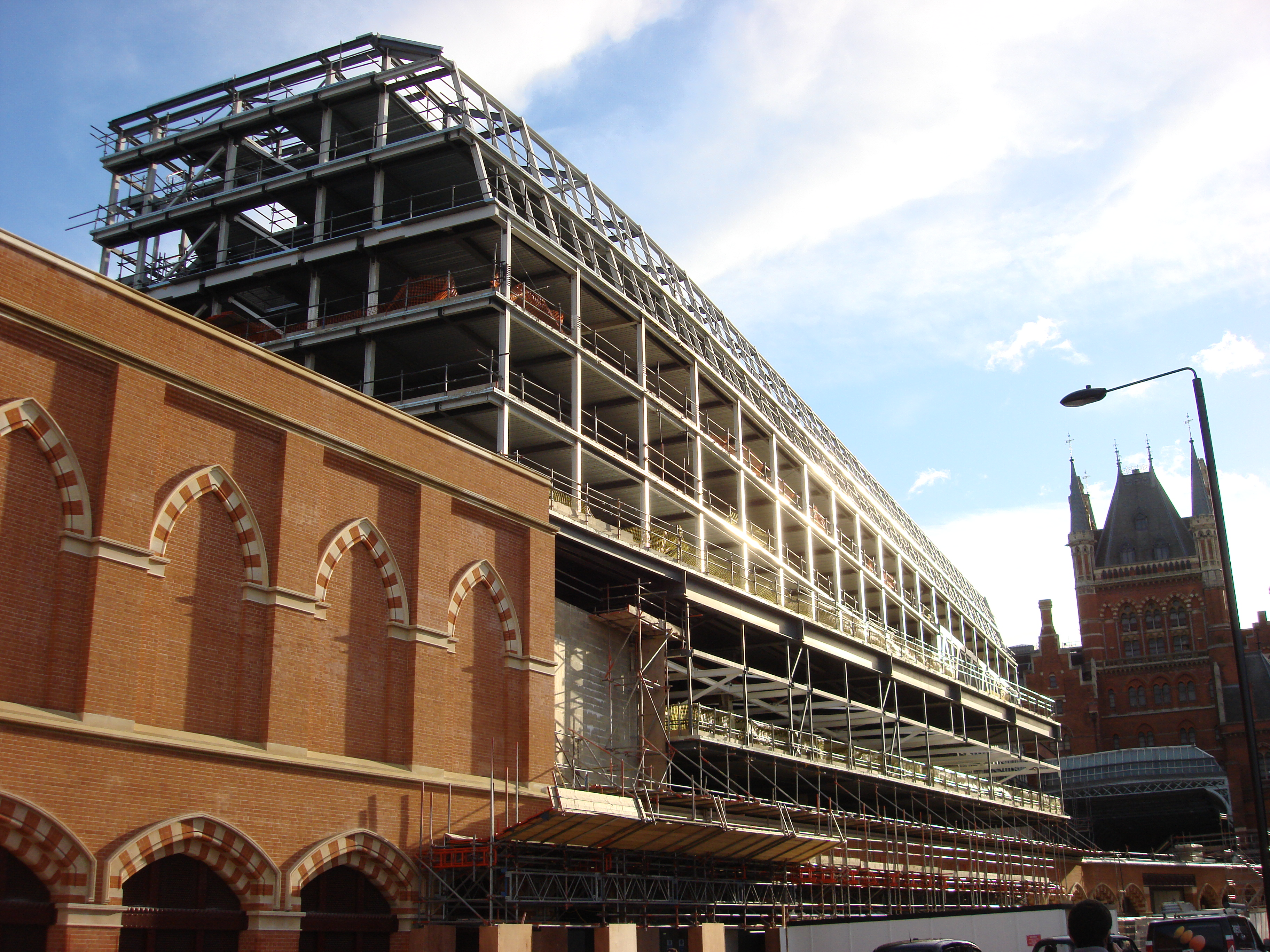
Extension du Midland Grand Hotel

En 2011, le nouvel hôtel, le Midland Grand Hotel (en) est rouvert. Un hôtel cinq étoiles, appartenant au groupe américain Marriott International.

### Saint-Pancras, le terminus du Javelot Olympique
Eurostar devait s'arrêter à Stratford International (1er arrêt après St Pancras), à la suite du prolongement des Docklands Light Railway (DLR), pour assurer la correspondance entre les services internationaux (Eurostar) et régionaux à la station de Stratford, mais cette desserte n'aura jamais été réalisée. La prolongation des DLR s'est quant à elle achevée en 2011, avant les Jeux Olympiques de Londres.
Pendant les Jeux olympiques 2012, St Pancras était le terminus de l'Olympic Javelin, avec un service de navettes conçu pour transporter les spectateurs entre le Parc olympique à Stratford et le centre de Londres en sept minutes.

### De la concurrence pour Eurostar
Les trains allemands ICE (Inter-City Express) pourraient[Quand ?] proposer des services vers la gare de St Pancras, en particulier depuis la libéralisation du réseau ferroviaire en 2010 (selon les directives européennes garantissant plus de concurrence).
En effet, les deux compagnies Air France-KLM et Deutsche Bahn ont exprimé leur souhait d'utiliser ces nouvelles lois afin de proposer de nouveaux services vers l'Angleterre via la High Speed 1.
En décembre 2009, la Deutsche Bahn a reçu l'autorisation de faire circuler des trains Intercity-Express (ICE 3 M) en Angleterre et de leur faire traverser le tunnel sous la Manche.
En février 2010, les conseillers locaux du Kent et du Pas-de-Calais ont annoncé qu'ils étaient favorables à la création d'un « métro » entre Londres et les gares de Lille : l'idée d'un service de métro "TransManche" Le service commencerait à Lille Europe et s'arrêterait à Calais-Fréthun, Ashford International et Stratford International avant d'arriver à Londres-St Pancras. En effet, depuis l'ouverture de la ligne High Speed 1, les gares d'Ashford et de Calais sont mal desservies, avec des horaires irréguliers. Eurostar a notamment cessé de desservir Calais depuis la pandémie de Covid-19 en 2020 et les confinements respectifs en France et au Royaume-Uni. 

### The Great Northern
Dans le cadre du programme Thameslink, les services de la East Coast Main Line et le Great Northen (deux concessions qui font également partie de la First Capital Connect) seront reliés à la voie Thameslink. Actuellement, ces services terminent à la gare de King's Cross. En décembre 2016, il est prévu qu'ils passent par la gare de St Pancras Thameslink.

## La gare de St Pancras et le cinéma
- Dans le film Harry Potter et la Chambre des secrets, la gare de St Pancras prête sa facade style néo-gothique victorienne à sa voisine immédiate de King's Cross, beaucoup moins spectaculaire.
- La gare de St Pancras et les St Pancras Chambers ont aussi servi de décor à Batman Begins et au premier clip vidéo des Spice Girls.

## Traduction
- (en) Cet article est partiellement ou en totalité issu de l’article de Wikipédia en anglais intitulé « St Pancras railway station » (voir la liste des auteurs).